# نیک کوهن

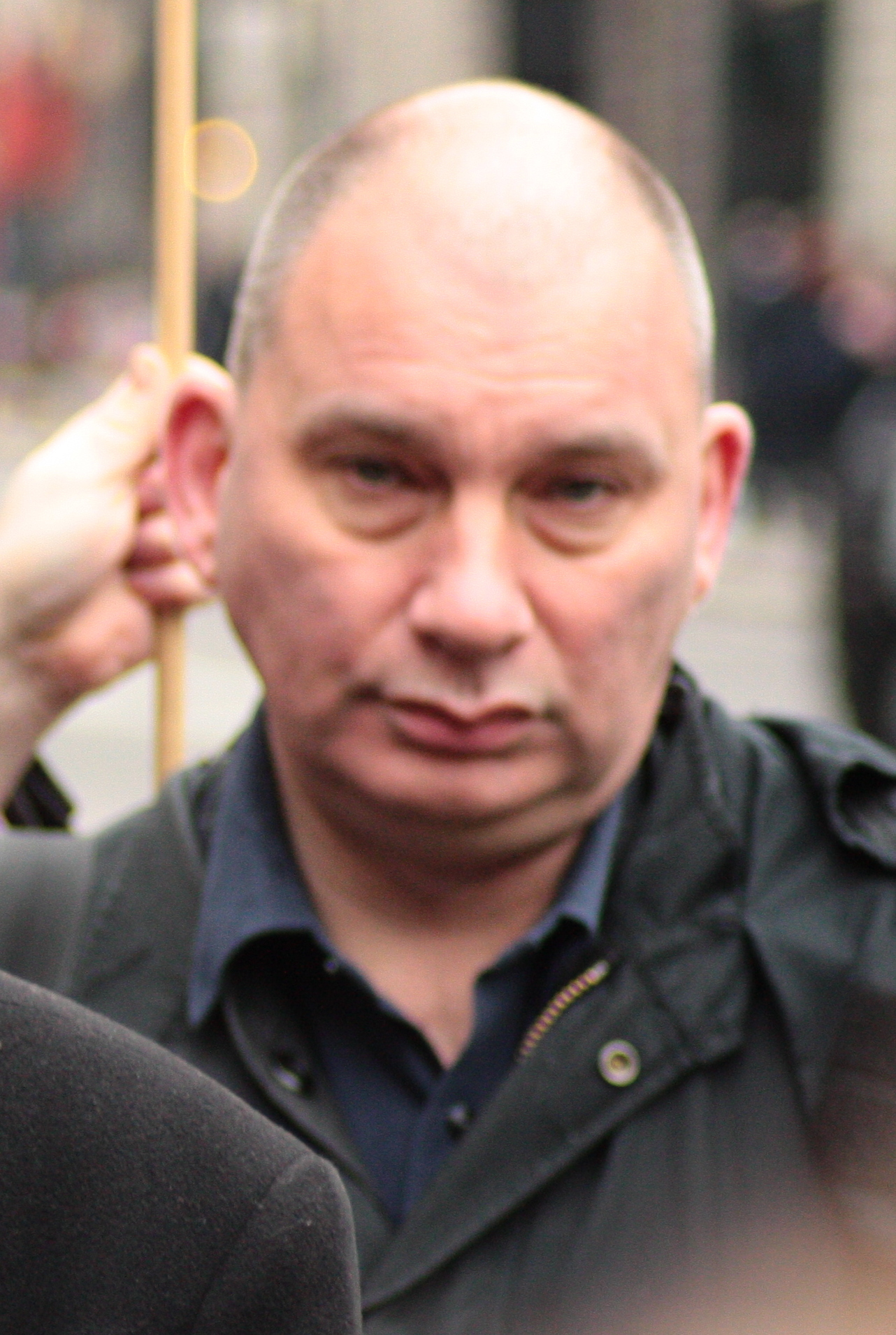
نگارهٔ نیک کوهن، ژورنالیست اهل انگلیس - ۲۰۱۰

نیک کوهن (به انگلیسی: Nick Cohen) یک نویسنده، روزنامه‌نگار و ستون‌نویس سیاسی انگلیسی است. او کار خود را در بیرمنگام پست اند میل آغاز کزد و سپس خبرنگار ایندیپندنت شد. اکنون، او ستون‌نویس سیاسی آبزرور و ایونینگ استندارد است.

## منبع و پیوند به بیرون
- Nick Cohen's website
- Cohen، Nick (۲۰۰۰). Cruel Britannia: Reports on the Sinister and the Preposterous. Verso Books. ISBN 1-85984-288-7